# Belmonte del Sannio
Belmonte del Sannio község (comune) Olaszország Molise régiójában, Isernia megyében.

## Fekvése
A megye északkeleti részén fekszik. Határai: Agnone, Castiglione Messer Marino és Schiavi di Abruzzo. Egy, a Sente völgyére néző domb tetején épült fel.

## Története
A település első említése 1027-ből származik. A 19. század elejéig nemesi birtok volt, majd miután a Nápolyi Királyságban felszámolták a feudalizmust önálló község központja lett.

## Népessége
A népesség számának alakulása:

## Főbb látnivalói
- Palazzo Caracciolo
- San Salvatore-templom
- a Sente kőhídja